# Adalhard
Adalhard, född omkring 751, död 826, var en frankisk kyrkoman. Han var kusin till Karl den store.

## Biografi
Redan i brödrastriden mellan Karl den store och Karloman I spelade Adalhard en viktig roll. Än mera betydande var hans insats under Ludvig den fromme som en av de främsta ledarna för det kyrkliga partiet. Han lyckades 821 tillförsäkra kyrkan stora fördelar vid en uppgörelse med kejsaren. Adalhard var abbot i klostret Corbie vid Amiens, varifrån 822 klostret Nya Corvei grundades. Bland de första munkarna här befann sig bland annat Ansgar.